# Parafia św. Jana Chrzciciela w Ołdrzychowicach Kłodzkich

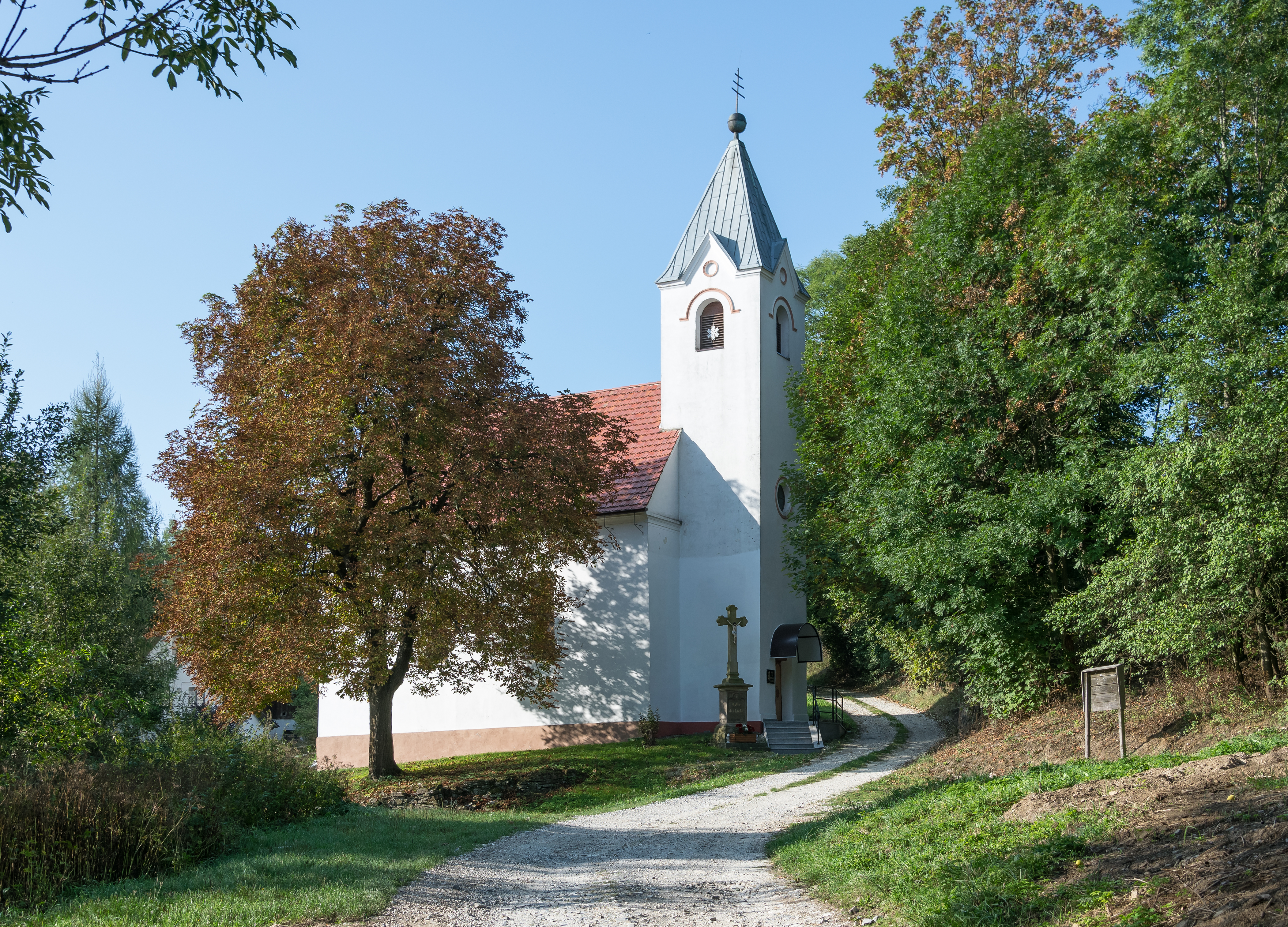
Kościół św. Rodziny w Piotrowicach

Parafia św. Jana Chrzciciela w Ołdrzychowicach Kłodzkich – rzymskokatolicka parafia położona w metropolii wrocławskiej, diecezji świdnickiej, w dekanacie lądeckim.

## Kościół parafialny
Główną świątynią ołdrzychowickiej parafii jest kościół pod wezwaniem św. Jana Chrzciciela, położony w samym centrum wsi, przy ulicy Kłodzkiej 63. Został on zbudowany w 2 połowie XIX w. na miejscu wcześniejszej świątyni z wykorzystaniem jej elementów. Na terenie parafii znajduje się również kaplica filialna pod wezwaniem św. Rodziny w Piotrowicach Górnych.

## Charakterystyka
Parafia św. Jana Chrzciciela obejmuje swoim zasięgiem północno-zachodnią część dekanatu lądeckiego, w tym takie wsie jak: Ołdrzychowice Kłodzkie, Romanowo oraz Piotrowice. Na jej obszarze mieszka obecnie ok. 2400 wiernych.

## Historia parafii

### Początki parafii
Początki parafii w Ołdrzychowicach nie są do końca jasne, na co składa się niedostateczna liczbę źródeł, które zachowały się na ten temat. Wiadomo, iż najbliższą parafią była parafia św. Andrzeja w pobliskich Trzebieszowicach, z której prawdopodobnie została wydzielona miejscowa parafia. Pierwsza wzmianka o kościele w Ołdrzychowicach Kłodzkich pochodzi z kroniki Bohuslava Balbina, czeskiego jezuity i figuruje pod datą 1384 r., gdzie jest mowa o ilości dziesięciny płaconej na rzecz archidiecezji praskiej. Jednak datę jej erygowania należy cofnąć o co najmniej dwie dekady wcześniej, ponieważ już w 1360 r. jest wzmianka o śmierci pierwszego proboszcza.

### Parafia w średniowieczu
Średniowieczne dzieje parafii pełne są niejasności i wielu luk w dokumentach, które wspominają wyłącznie tutejszych proboszczów przy okazji umów kupna i sprzedaży gruntów na terenie wsi. Prawo patronatu, a zatem obsady stanowiska proboszcza należało od początku do właściciela posiadającego środkowy dwór, co związane było z wydanym w 1336 r. przywilejem przez króla Czech Jana I Ślepego.
W 1481 r. parafia została nawiedzona przez biskupa pomocniczego diecezji wrocławskiej, Johannesa Cizicensera, który przybył tu, aby poświęcić nową świątynię.

### Parafia w czasach habsburskich
W połowie XVI w. większość parafian przeszła na protestantyzm, w związku z czym od 1550 r. proboszczami byli ewangelicy. Sytuacja ta miała miejsce do 1622 r., kiedy to świątynia została zwrócona katolikom, co wiązało się z przymusową rekatolicyzacją hrabstwa kłodzkiego. 17 listopada 1699 r. częściowemu spaleniu uległ kościół parafialny. 5 sierpnia 1701 r. miała miejsce wizytacja praskiego biskupa pomocniczego Vitusa Seipela, który udzielił sakramentu bierzmowania. W 1732 r. dokonano przebudowy kościoła parafialnego.

### Parafia w latach 1742–1945
W 1770 r. przy kościele wzniesiono nową plebanię. W 1867 r. dokonano całkowitej przebudowy kościoła parafialnego z zachowaniem dotychczasowych elementów. Nowa świątynia otrzymała z zewnątrz formę bliską eklektyzmowi, zaś kształtem przypominała krzyż łaciński. Jego konsekracji dokonano w 1879 r. Dokument ją potwierdzający znajduje się w kuli na wieży. W 1897 r. parafia współfinansowała budowę szpitala w Ołdrzychowicach Kłodzkich, w którym posługę sprawowały franciszkanki szpitalne (osiadły na stałe w parafii w latach 30. XX w.). W 1927 r. miała miejsce ostatnia wizytacja kanoniczna arcybiskupa praskiego Františka Kordača.

### Okres po 1945 roku
W 1945 r. parafia została przejęta przez Polaków, a dotychczasowi jej mieszkańcy zostali przesiedleni w głąb Niemiec. Została ona formalnie włączona w obręb Administratury apostolskiej archidiecezji wrocławskiej ze stolicą we Wrocławiu. Oficjalnie częścią tej archidiecezji stała się w 1972 r. Kilkakrotnie remontowi poddawano kościół św. Jana Chrzciciela. W 1982 r. abp Henryk Gulbinowicz dokonał podziału dekanatu kłodzkiego, w którego ramach znajdowała się tutejsza parafia od średniowiecza, a w jego wyniku wyodrębniono dekanat ołdrzychowicki, obejmujący wschodnią część ziemi kłodzkiej. Na początku XXI w. jego siedziba została przeniesiona do Lądka-Zdroju. Od 2004 r. parafia znajduje się w granicach nowo powstałej diecezji świdnickiej.

## Świątynie
- Kościół św. Jana Chrzciciela w Ołdrzychowicach Kłodzkich
- Kościół św. Rodziny w Piotrowicach